# 1827 în literatură
Anul 1827 în literatură a implicat o serie de evenimente și cărți noi semnificative.  